# Bundesregierung Kreisky II
Die österreichische Bundesregierung Kreisky II, eine Alleinregierung der SPÖ, wurde nach der Nationalratswahl vom 10. Oktober 1971 zusammengestellt, die der SPÖ die absolute Mandatsmehrheit brachte. Kreiskys Nachfolger als Kanzler, Fred Sinowatz, gehörte als neuer Unterrichtsminister erstmals der Regierung an.
Bundespräsident Franz Jonas ernannte das Kabinett am 4. November 1971. Bundespräsident Rudolf Kirchschläger, der dem Kabinett bis 23. Juni 1974 als parteiloser Außenminister angehörte, entließ es auf Kreiskys Wunsch am 8. Oktober 1975, drei Tage nach einer Nationalratswahl, die die absolute SPÖ-Mandatsmehrheit bestätigt hatte. Dann war das Kabinett bis zum 28. Oktober 1975, an dem die Bundesregierung Kreisky III ernannt wurde, vom Bundespräsidenten mit der Fortführung der Geschäfte betraut. ÖVP und FPÖ befanden sich in Opposition.

## Ergebnisse
Es folgt eine Auswahl an politischen Ergebnissen:
- Abschaffung des sogenannten „Schmutz und Schund“-Paragrafen nach einem Urteil des Verfassungsgerichts[1]
- Ministerin Hertha Firnbergs Universitätsreform 1975 (Universitätsorganisationsgesetz 1975)

## Personalien
| Bundesminister (für)                                                   | Amtsinhaber                                                                 | Partei          | Staatssekretär                                                                          |
| ---------------------------------------------------------------------- | --------------------------------------------------------------------------- | --------------- | --------------------------------------------------------------------------------------- |
| Bundeskanzler                                                          | Bruno Kreisky                                                               | SPÖ             | Ernst Eugen Veselsky (SPÖ) Elfriede Karl (SPÖ) Karl Lausecker (SPÖ, ab 18. Jänner 1973) |
| Ministerin ohne Portefeuille im Bundeskanzleramt (bis 2. Februar 1972) | Ingrid Leodolter                                                            | SPÖ             |                                                                                         |
| Vizekanzler und BM für soziale Verwaltung                              | Rudolf Häuser                                                               | SPÖ             |                                                                                         |
| Auswärtige Angelegenheiten                                             | Rudolf Kirchschläger (bis 23. Juni 1974) Erich Bielka (ab 23. Juni 1974)    | beide parteilos |                                                                                         |
| Inneres                                                                | Otto Rösch                                                                  | SPÖ             |                                                                                         |
| Unterricht und Kunst                                                   | Fred Sinowatz                                                               | SPÖ             |                                                                                         |
| Justiz                                                                 | Christian Broda                                                             | SPÖ             |                                                                                         |
| Finanzen                                                               | Hannes Androsch                                                             | SPÖ             |                                                                                         |
| Land- und Forstwirtschaft                                              | Oskar Weihs                                                                 | SPÖ             | Günter Haiden (ab 8. Juli 1974)                                                         |
| Handel, Gewerbe und Industrie                                          | Josef Staribacher                                                           | SPÖ             |                                                                                         |
| Verkehr                                                                | Erwin Frühbauer (bis 17. September 1973) Erwin Lanc (ab 17. September 1973) | beide SPÖ       |                                                                                         |
| Landesverteidigung                                                     | Karl Lütgendorf                                                             | parteilos       |                                                                                         |
| Bauten und Technik                                                     | Josef Moser                                                                 | SPÖ             |                                                                                         |
| Wissenschaft und Forschung                                             | Hertha Firnberg                                                             | SPÖ             |                                                                                         |
| Gesundheit und Umweltschutz; eingerichtet ab 1. Februar 1972           | Ingrid Leodolter (ab 2. Februar 1972)                                       | SPÖ             |                                                                                         |